# Batan
För andra betydelser, se Batan (olika betydelser).
Batan (Bayan ng Batan) är en kommun i Filippinerna. Kommunen ligger på ön Panay, och tillhör provinsen Aklan. Folkmängden uppgår till 32 032 invånare år 2015.

## Barangayer
Batan är indelat i 20 barangayer.
| - Ambolong - Angas - Bay-ang - Caiyang - Cabugao - Camaligan - Camanci - Ipil - Lalab - Lupit | - Magpag-ong - Magubahay - Mambuquiao - Man-up - Mandong - Napti - Palay - Poblacion - Songcolan - Tabon |